# Vito Volterra
Vito Volterra (n. 3 mai 1860, Ancona, Italia – d. 11 octombrie 1940, Roma, Regatul Italiei) a fost un matematician și fizician italian de origine evreiască, cunoscut pentru contribuțiile sale din biomatematică și ecuații integrale, în special ecuația Lotka-Volterra care descrie dinamica sistemelor biologice în care doar 2 specii interacționează, prădătorul și prada.

## Lucrări
- 1910, Leçons sur les fonctions de lignes, Paris: Gauthier-Villars.
- 1912, The theory of permutable functions, Princeton University Press.
- 1913, Leçons sur les équations intégrales et les équations intégro-différentielles, Paris: Gauthier-Villars.
- 1926, „Variazioni e fluttuazioni del numero d'individui in specie animali conviventi”, Mem. R. Accad. Naz. dei Lincei, 2: 31–113.
- 1926, „Fluctuations in the abundance of a species considered mathematically”, Nature, 118: 558–60.
- 1960, Sur les Distorsions des corps élastiques (cu Enrico Volterra), Paris: Gauthier-Villars.
- 1930, Theory of functionals and of integral and integro-differential equations, Blackie & Son.
- 1931, Leçons sur la théorie mathématique de la lutte pour la vie, Paris: Gauthier-Villars. Reeditată în 1990, Gabay, J., ed.